# Anna Chrapusta
Anna Marta Chrapusta (ur. 29 grudnia 1971 w Limanowej) – polska lekarka, specjalistka chirurgii plastycznej i rekonstrukcyjnej oraz dziecięcej, doktor habilitowana nauk medycznych.

## Życiorys
Pracuje jako kierownik Małopolskiego Centrum Oparzeniowo-Plastycznego, Replantacji Kończyn z Ośrodkiem Terapii Hiperbarycznej Szpitala im. L. Rydygiera w Krakowie. Od 2001 pracuje w prywatnych placówkach medycznych wykonując zabiegi z zakresu chirurgii plastycznej,estetycznej, rekonstrukcyjnej i mikrochirurgii dzieci i dorosłych. Wykonała ponad 14 000 operacji (2017). Poza typowymi zabiegami z zakresu chirurgii plastycznej, zajmuje się leczeniem wad wrodzonych rąk i skutków oparzeń u dzieci i dorosłych. Z zakresu chirurgii estetycznej: pełny zakres operacji w obrębie twarzy, piersi oraz plastyki powłok brzucha.

### Studia
W 1990 rozpoczęła studia na Wydziale Lekarskim Collegium Medicum Uniwersytetu Jagiellońskiego. W 1993 przeszła na indywidualny tok studiów pod kierunkiem Jana Grochowskiego, do Kliniki Chirurgii Dziecięcej PAIP. Brała udział w pracach klinicznych i naukowych pod nadzorem Jacka Puchały. W 1994 otrzymała etat studencko-asystencki w Klinice Chirurgii Dziecięcej kierowanej przez J. Grochowskiego. W 1996 ukończyła Collegium Medicum UJ. W tym samym roku rozpoczęła studia doktoranckie w Klinice Chirurgii Dziecięcej PAIP. W 2001 uzyskała stopień doktora nauk medycznych.
W 2018 roku uzyskała stopień doktora habilitowanego na podstawie publikacji „Modyfikacja metody replantacji palców w II strefie Verdana w amputacjach nie-gilotynowych". 

### Miejsce pracy
W latach 1993–2011  pracowała w Klinice Chirurgii Dziecięcej Polsko-Amerykańskiego Instytutu Pediatrii, a następnie w Oddziale Chirurgii Plastycznej i Rekonstrukcyjnej z Dziecięcym Centrum Oparzeniowym. Od 2008 pracowała w Oddziale Leczenia Oparzeń i Chirurgii Plastycznej WSS im. L. Rydygiera w Krakowie. Od 2011 w Małopolskim Centrum Oparzeniowo-Plastycznym, Replantacji Kończyn z Ośrodkiem Terapii Hiperbarycznej Szpitala Specjalistycznego im. L. Rydygiera w Krakowie,
Jest kierownikiem Małopolskiego Centrum Oparzeniowo-Plastycznego Szpitala Specjalistycznego im. L. Rydygiera w Krakowie, Ordynatorem Oddziału Chirurgii Plastycznej oraz Ordynatorem Oddziału Oparzeń
Jest Konsultantem Wojewódzkim w dziedzinie Chirurgii plastycznej.

### Ważniejsze wydarzenia w życiu zawodowym
W 1997 otworzyła specjalizację z chirurgii dziecięcej. Kierownikiem specjalizacji był dr hab. Jacek Puchała. W 1998 ukończyła szkolenia z mikrochirurgii (Wrocław) z wyróżnieniem za najlepsze zespolenia mikrochirurgiczne. W 2000 ukończyła I stopień specjalizacji z chirurgii dziecięcej. Dwa lata później otworzyła specjalizację II stopnia z chirurgii dziecięcej. 
Odbyła dodatkowo 3-miesięczy staż w The Center for Human Appearance of the Pennsylvania University w Philadelphii jako element szkolenia z chirurgii twarzo-czaszki rozpoczętego w 1994 roku pod kierunkiem profesora chirurgii plastycznej Scotta Bartletta, na drodze przeprowadzanych corocznie wspólnych zabiegów operacyjnych. W 2007 zrezygnowała z kontynuacji specjalizacji z chirurgii dziecięcej i zakwalifikowała się do odbywania specjalizacji z chirurgii plastycznej. W 2012 ukończyła specjalizację z chirurgii plastycznej, rekonstrukcyjnej i estetycznej.

### Ważne wydarzenia i zabiegi chirurgiczne
Jako pierwsza w Polsce przeprowadziła: 
- zabieg korekcyjno-rekonstrukcyjny z Integrą i hodowlą komórkową autologicznych keratynocytów
- zabieg rekonstrukcji nerwu obwodowego u dziecka z użyciem biokompatybilnej wstawki nerwopochodnej Neuragen (w tym pierwsza w Polsce rekonstrukcja tą metodą 3,5-centymetrowego ubytku nerwu przedramienia)
- obustronną replantację rąk (2015)[4]
- jednoetapową rekonstrukcję narządu słuchu z jednoetapową rekonstrukcją małżowiny usznej (jako drugi ośrodek na świecie wykonujący takie operacje, 2017)[5]

W 2015 roku opracowała Krakowskie Procedury Replantacyjne.
Bierze czynny udział w zjazdach i konferencjach naukowych. Była głównym organizatorem Konferencji Polskiego Towarzystwa Leczenia Oparzeń (XI 2013) oraz konferencji PTLO (Zakopane, X 2016).

## Nagrody i wyróżnienia
- Człowiek Roku 2006 w Małopolsce
- Lekarz Roku 2008 w Małopolsce[6]

- Lekarz Roku 2013 w Małopolsce[7]
- Nagroda Virtuti Medicinali 2013 – The Polish Neuropsychological Society
- Sukces Roku 2015 w Ochronie Zdrowia- Liderzy Medycyny – Nagroda Specjalna Menedżera Zdrowia[8]
- Medal prof. Wiesława Nasiłowskiego za wkład w rozwój leczenia oparzeń 2015
- Srebrny Pazur 2016 – III Małopolski Kongres Kobiet[9]
- Złoty Otis - Nagroda Zaufania 2016[10]
- Brązowy Medal Honorowy za Zasługi dla Województwa Małopolskiego 2018[11]

Należy do szeregu towarzystw naukowych takich jak: Polskie Towarzystwo Chirurgów Dziecięcych (1996-2010), Polskie Towarzystwo Chirurgii Plastycznej, Rekonstrukcyjnej i Estetycznej (od 1996), Polskie Towarzystwo Leczenia Oparzeń (od 1996), Polskie Towarzystwo Mikrochirurgii (1996-2004), Polskie Towarzystwo Chirurgii Ręki (od 1999), Polskie Towarzystwo Leczenia Ran (od 2005), European Burns Association (od 2006), European Club for Pediatric Burns (od 2005) oraz Federation of European Societies for Surgery od the Hand (od 2015).
W latach 2009–2015 była członkiem zarządu Polskiego Towarzystwa Leczenia Ran. Od 2015 roku jest wiceprezesem zarządu Polskiego Towarzystwa Leczenia Oparzeń. Jest również członkiem komisji rewizyjnej Polskiego Towarzystwa Chirurgii Ręki. 
Jest zastępcą redaktora naczelnego czasopisma „Chirurgia Plastyczna i Oparzenia" oraz członkiem rady naukowej czasopism „Leczenie Ran", „Forum Zakażeń" oraz „Acta Neuropsychologica"